# Yvetta Paulovičová
Yvetta Paulovičová roz. Pollaková (* 4. května 1953, Prešov) je československá hráčka basketbalu. Je vysoká 183 cm. Je zařazena na čestné listině zasloužilých mistrů sportu.

## Sportovní kariéra
V basketbalovém reprezentačním družstvu Československa letech 1971 až 1976 hrála celkem 126 utkání a má podíl na dosažených sportovních výsledcích. Zúčastnila se Olympijských her 1976 (Montreal, Kanada) - 4. místo, dvou Mistrovství světa 1971 v Brazílii - 2. místo, 1975 v Kolumbii - 3. místo, tří Mistrovství Evropy 1972, 1974, 1976, na nichž získala celkem pět medailí, stříbrnou a bronzovou medaili na MS, dvě stříbrné a jednu bronzovou medaili na ME. Na Mistrovství Evropy juniorek v roce 1967 skončila na 7. místě a v roce 1971 (Subotica, Jugoslávie) s družstvem Československa získala za druhé místo titul vicemistra Evropy.
V československé basketbalové lize žen hrála celkem 10 sezón (1970-1981) za družstvo Slavia Prešov, s nímž v ligové soutěži se umístila nejlépe na 4. místě (1974) a 3x na 6. místě. Je na 15. místě v dlouhodobé tabulce střelkyň československé ligy žen za období 1963-1993 s počtem 3592 bodů. V roce 1975 vyhlášena jako nejlepší basketbalistka Slovenska.  

## Sportovní statistiky

### Kluby
- 1970-1981 Slavia Prešov, celkem 10 sezón: 4. místo (1974), 3x 6. místo (1973, 1976, 1978), 4x 7. místo (1971, 1972, 1975, 1977), 2x 8. místo (1979, 1981)
- 1975 nejlepší basketbalistka Slovenska

### Československo
- Olympijské hry 1976 Montreal (16 bodů /5 zápasů) 4. místo
- Mistrovství světa: 1971 Sao Paolo, Brazílie (3 /3) 2. místo, 1975 Cali, Kolumbie (23 /6) 3. místo
- Mistrovství Evropy: 1972 Varna, Bulharsko (21 /5) 3. místo, 1974 Cagliari, Itálie (29 /8) 2. místo, 1976 Clermont Ferrand, Francie (33 /8) 2. místo, celkem na 3 ME 83 bodů a 21 zápasů
- 1971-1976 celkem 126 mezistátních zápasů, na OH, MS a ME celkem 125 bodů v 35 zápasech, na MS 1x 2. a 1x 3. místo, na ME 2x 2. místo a 1x 3. místo
- Mistrovství Evropy juniorek: 1969 Hagen, Německo (40 /6) 7. místo, 1971 Subotica, Jugoslávie, (70 /7) titul vicemistryně Evropy za 2. místo
- Titul zasloužilá mistryně sportu